# Patricio Mussi
Juan Patricio Mussi (Plátanos, Partido de Berazategui; 4 de octubre de 1977) es un abogado y político argentino. Fue intendente del Partido de Berazategui desde diciembre de 2010 hasta diciembre de 2019, sucediendo a su padre Juan José. Referente del movimiento político Los Oktubres, integrado por intendentes kirchneristas.

## Biografía

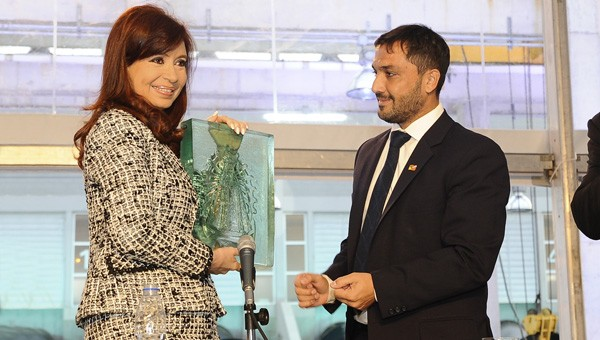
Mussi con Cristina Fernández de Kirchner.

Egresó como abogado y procurador de la Universidad de Lomas de Zamora. y, desde entonces, está matriculado en el Colegio de Abogados del Departamento Judicial de Quilmes. Al mismo tiempo comenzó a militar en agrupaciones juveniles del Partido Justicialista.[cita requerida]
En 2004, se desempeñaba como profesor de nivel secundario, lo cual realizó por un corto tiempo ya que fue convocado para ocupar la Secretaría de Gobierno de la Municipalidad de Berazategui. Fue elegido concejal entre 2005 y 2007, aunque no ocupó su banca para continuar sus tareas en el gabinete municipal.
Cuando su padre intendente, Juan José Mussi, fue designado secretario de Medio Ambiente de la Nación, lo reemplazó en forma interina el 29 de diciembre de 2010.
En 2011 renovó su mandato en la lista del Frente para la Victoria, y contó con una aprobación de 71,63% de los sufragios. Se convirtió en la persona más joven en ocupar la jefatura comunal de Berazategui.
El 25 de octubre de 2015 fue reelecto intendente al superar a sus opositores Gabriel Kunz (Cambiemos) y Robustiano Geneiro (UNA), con el 50% de los votos.

## Los Oktubres

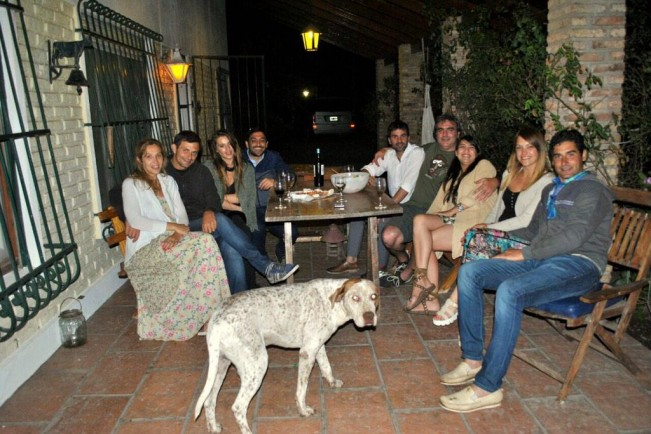
Patricio Mussi y Los Oktubres en diciembre de 2014

Desde enero de 2014, fue un referente del grupo de intendentes bonaerenses creador del frente “Los Oktubres”, jóvenes de filiación cercana al kirchnerismo. Cristina Kirchner lo eligió para conformar la comitiva que presenció desde la Guyana Francesa el lanzamiento del satélite ARSAT 1.[cita requerida]
Además, fue invitado a participar de la 47° Cumbre de Jefes y Jefas de Estado del Mercosur, en Paraná, donde junto con otros representantes de la región propusieron medidas políticas para promover el bienestar de los habitantes. En aquella oportunidad, compartió un partido de fútbol con el presidente de Bolivia, Evo Morales.[cita requerida]

## Vida privada
Es hijo del político Juan José Mussi, quien ejerció como presidente del Concejo Deliberante, Secretario de Ambiente, Ministro de Salud de la Provincia de Bs As y Diputado Provincial, mientras Patricio M. era intendente. 
En 2014, contrajo matrimonio con una directora municipal de la que se divorció. Tiene 2 hijos, Felicitas y Toribio con su actual mujer.